# 日産ディーゼル・Cシリーズ
Cシリーズは日産ディーゼル工業（現UDトラックス）がかつて製造していた大型トラックである。1971年7月から1979年10月まで生産していた。

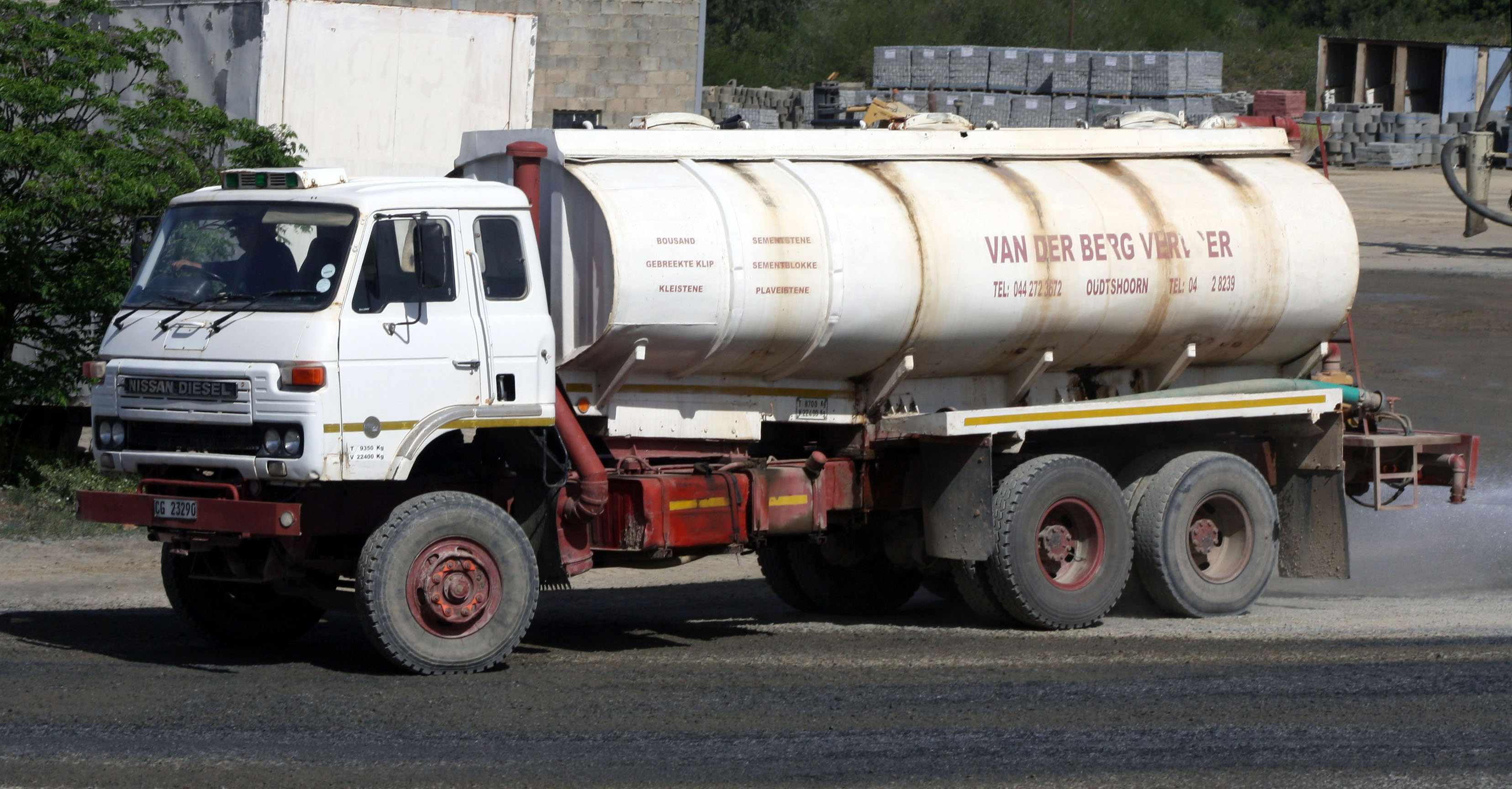
CW41（中期型）

## 概要
サングレイトの後継車としてデビュー。丸みを帯びたキャブデザインから愛好者からはダルマと呼ばれている。生産終了から30年以上たった今でも海外にわたり活躍している。ヘッドライトをフロントバンパーに内蔵した高出力エンジン車のセミハイキャブモデルも存在し、重トラクタやフルトラクタ、全輪駆動車に見られた。
なお韓国の東亜自動車(Dong-A  Motor)、後の双龍自動車(現：KGモビリティ)に於いても1977～1993年に｢東亜/双龍・DAトラック(韓国版記事)｣として現地生産されており、フロントのブランドエンブレムが｢DONG-A MOTOR｣の個体だけでなく｢NISSAN DONG-A｣になっている個体も存在している。

## 歴史
- 1971年（昭和46年）7月 - デビュー。エンジンはL6がPE6型（220 PS）とPD6T（260 PS）、V8がRD8型エンジン（280 PS）、V10がRD10型（350 PS）。テールランプはふそう・日野と同じドーワの丸型[2] [3]だが、2連タイプは外側が橙で内側が赤という配列であった。
- 1972年（昭和47年） - 3軸トラクタCW-Tを追加。
- 1975年（昭和50年） - CK（単車）を追加。6 t積みのCK10型、7 t積みのCK15型、8 t積みのCK20型がある。
- 1976年（昭和51年）9月 - S-1シリーズ発売。
- 1977年（昭和52年）6月 - マイナーチェンジ。フロントグリルのデザインが変更される。後に中型車コンドルのワイドキャブにCシリーズ大型車のキャブが流用されるようになるが、これは構造の関係から前期グリルのままであった。
- 1978年（昭和53年） - 小改良。RD8型エンジンの最高出力が280 PSから300 PSにアップ。
- 1979年（昭和54年）10月 - 昭和54年排出ガス規制の施行を機に製造中止。後継車はレゾナ。

## ラインナップ
これらの型式は後継車のレゾナ、ビッグサム、クオンにも引き継がれている。
まだ４軸車は存在しておらず、４軸低床の登場は1986年のレゾナ後期、LG型を待つこととなる。
- CV（前2軸・後1軸　6×2）
- CW（前1軸・後2軸　6×4）
- CD（前1軸・後2軸　6×2）
- CK（4×2）
- CK-T（4×2トラクタ）
- CW-T（前1軸・後2軸　6×4トラクタ）
- CF（4×4除雪車）
- CZ（6×6除雪車）
- CB（8×8除雪車）
- WD (構内専用車 前1軸・後2軸　6×4）